# Herrenwaldstadion

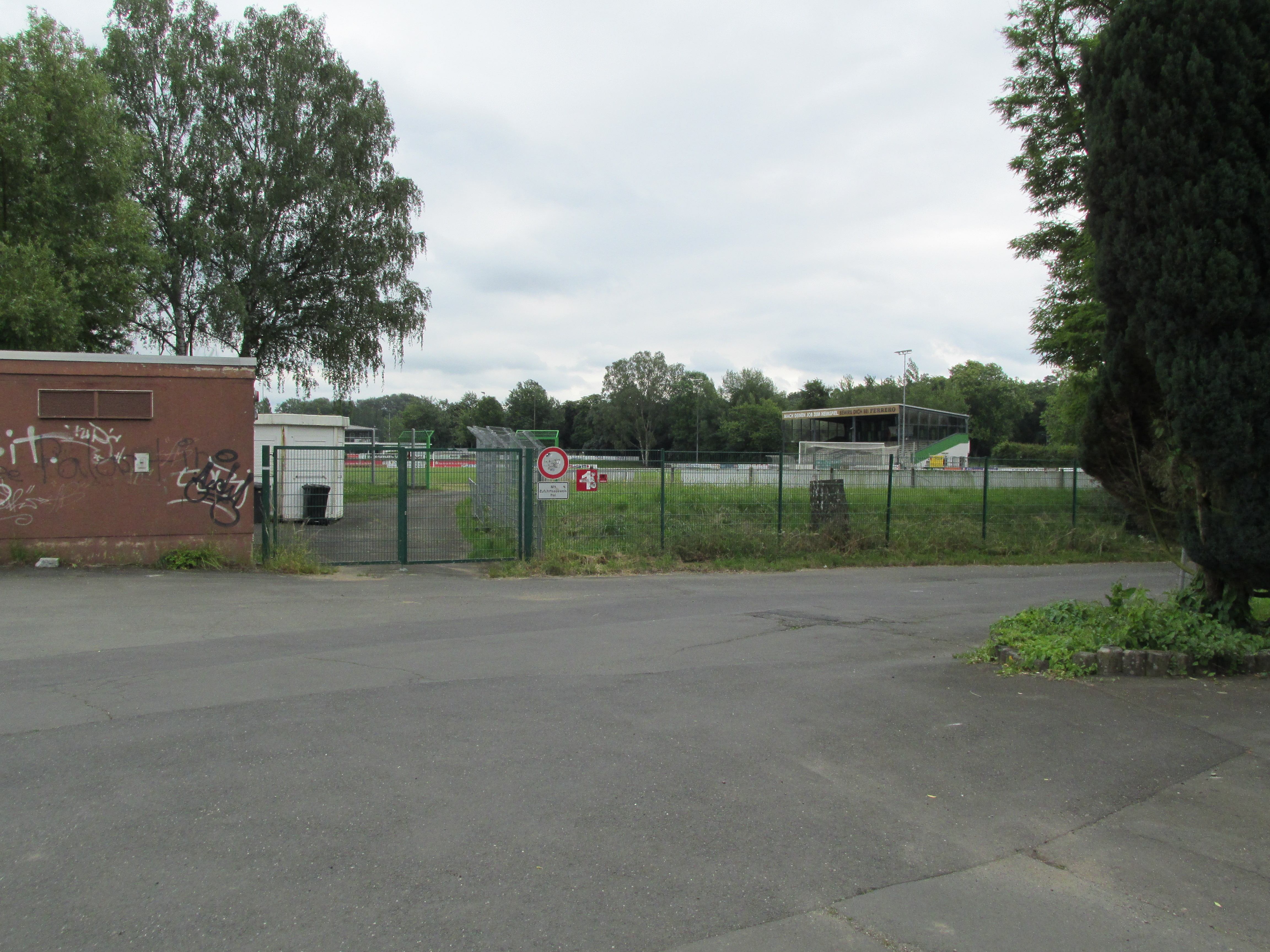

Das Herrenwaldstadion ist das Heimstadion des TSV Eintracht Stadtallendorf in Stadtallendorf im Landkreis Marburg-Biedenkopf. Es liegt zentral am Heinz-Lang-Park und bietet 4600 Steh- und 400 Sitzplätze.

## Bau und Eröffnung
Beginn der Bauarbeiten war 1965. Die Einweihung der Sportstätte erfolgte am 3. Juni 1967. Der Neubau umfasste das Hauptspielfeld mit 400-m-Laufbahn, Tribünengebäude, Seitentribünen mit Stehplätzen, Leichtathletikanlagen, Umkleideräumen und Sanitäranlagen.
Ursprünglich sollte ein Eröffnungsspiel zwischen dem KSV Hessen Kassel und dem FC Bayern München (FCB) erfolgen. Der FCB sagte jedoch kurzfristig ab und Rot-Weiss Essen sprang ein. Der FCB holte das Freundschaftsspiel am 7. August 1968 nach und gewann gegen eine Kreisauswahl 4:0.